# Neoris
Neoris is een geslacht van vlinders van de familie nachtpauwogen (Saturniidae), uit de onderfamilie Saturniinae.

## Soorten
- N. haraldi Schawerda, 1922
- N. huttoni Moore, 1862
- N. naessigi de Freina, 1992
- N. zuleika Hope, 1843